# Epidendrum imatophyllum
Epidendrum imatophyllum (también Epidendrum imantophyllum) es una especie de la familia de las orquídeas; común en zonas de altitud media en Centroamérica, crece expuesta al sol en las copas de los árboles, comúnmente de Guava sp.

## Descripción
Sus llamativas y densas inflorescencias asoman notoriamente entre el follaje y parecieran ser polinizadas por mariposas o colibríes. Sin embargo, su asociación con hormigas hace pensar que el rápido e inquieto vuelo de las aves, está mejor diseñado para evitar el feroz ataque de los insectos.
Las plantas de Epidendrum imatophyllum crecen literalmente inmersas en los nidos de hormigas, que se forman de la mano con el desarrollo de la planta. Este fenómeno las protege contra depredadores y coleccionistas ambiciosos, dado el feroz ataque de los insectos; quienes logran obtener una de estas plantas de su medio natural comprueban, tristemente, que su cultivo es casi imposible en ausencia de los insectos. Se supone que la planta absorbe algunas sustancias propias de los desechos de los nidos de hormigas (algún tipo de sustancia que promueve un medio ácido). Este fenómeno se repite con otros géneros: Sievekingia, Coryanthes.

## Taxonomía
Epidendrum imatophyllum fue descrita por John Lindley y publicado en The Genera and Species of Orchidaceous Plants 106–107. 1831.
Etimología
Ver: Epidendrum
imatophyllum: epíteto
Sinonimia
- Epidendrum buenavistae Kraenzl. (1908)
- Epidendrum flexuosum G.Mey. (1818)
- Epidendrum imetrophyllum Paxton (1837)
- Epidendrum lorifolium Schltr. (1922)
- Epidendrum palpigerum Rchb.f. (1879)[2][3]